# Payerne
Payerne je město a obec v kantonu Vaud, v frankofonní části Švýcarska. Město bylo sídlem stejnojmenného okresu, od 1. září 2006 je součástí okresu Broye-Vully. V prosinci 2016 žilo v obci 9 486 obyvatel. Benediktinské opatství vzniklo v 10. století. Severně od Payerne je letecká základna švýcarské armády. Sousedními obcemi jsou Corcelles-près-Payerne, Cugy, Estevayer, Fétigny, Grandcour, Montagny,  Torny a Trey.

## Historie
Nejstarší stopy osídlení v okolí Payerne jsou z neolitu a doby bronzové, v okolí jsou mohyly halštatské a laténské kultury. V roce 587 biskup Marius nechal vybudovat kapli Panny Marie. Současný gotický kostel byl vybudován ve 14. století na římských základech. Město je poprvé zmiňováno v roce 961. V minulosti bylo známo pod německým jménem Peterlingen.

## Demografie
V roce 2008 žilo v obci 32,0% cizích státních příslušníků. Podle údajů z roku 2000 mluvilo 83,1% obyvatel francouzsky.

## Pamětihodnosti
Celé staré město je na Seznamu švýcarského kulturního dědictví. Hlavními památkami jsou benediktinské opatství, které je největší románskou stavbou Švýcarska, kostel švýcarské reformované církve a fontána du Banneret.

## Družební města
- Paray-le-Monial

## Fotogalerie

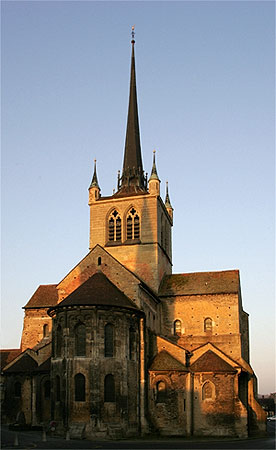
Benediktinské opatství
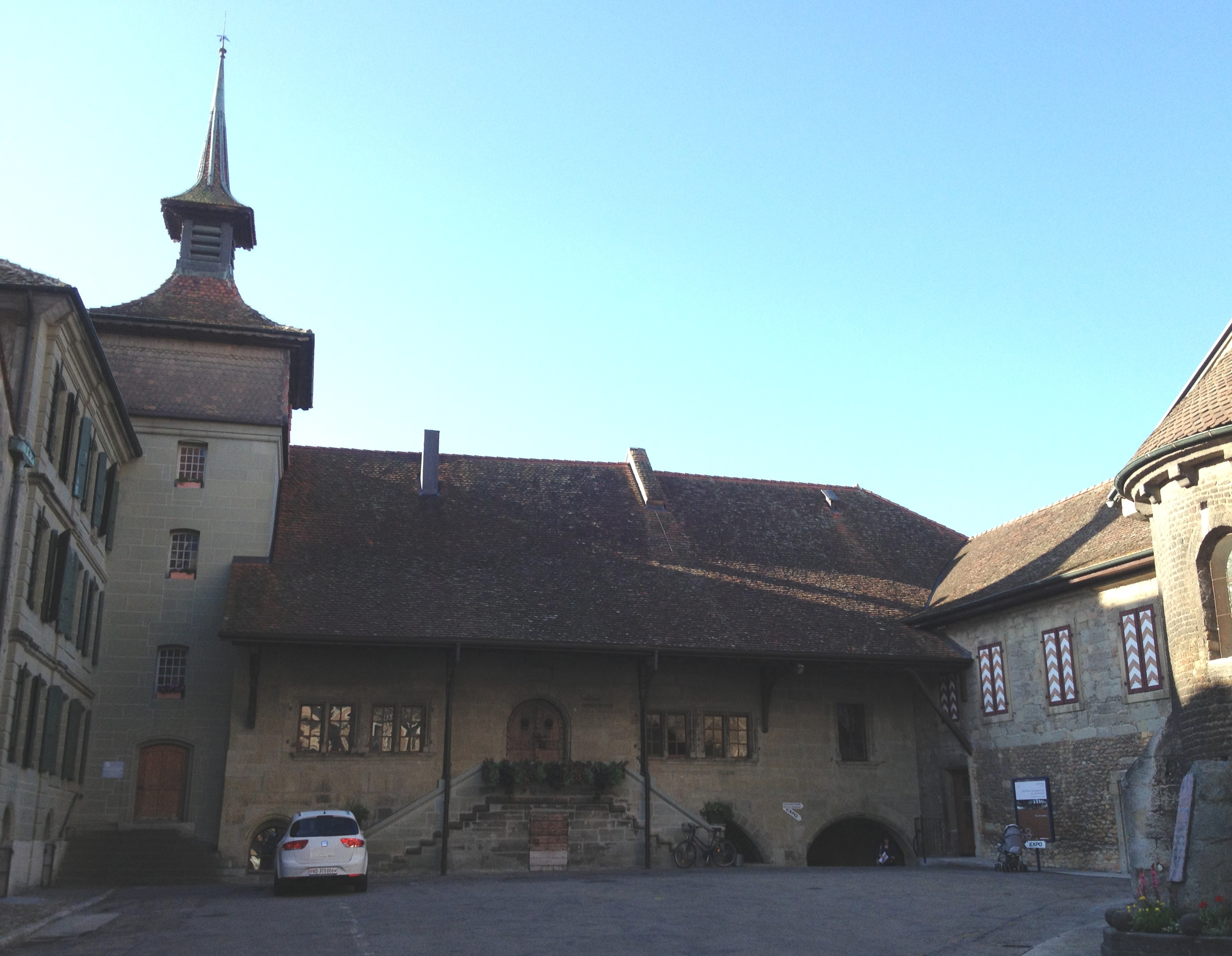
Ancien tribunal
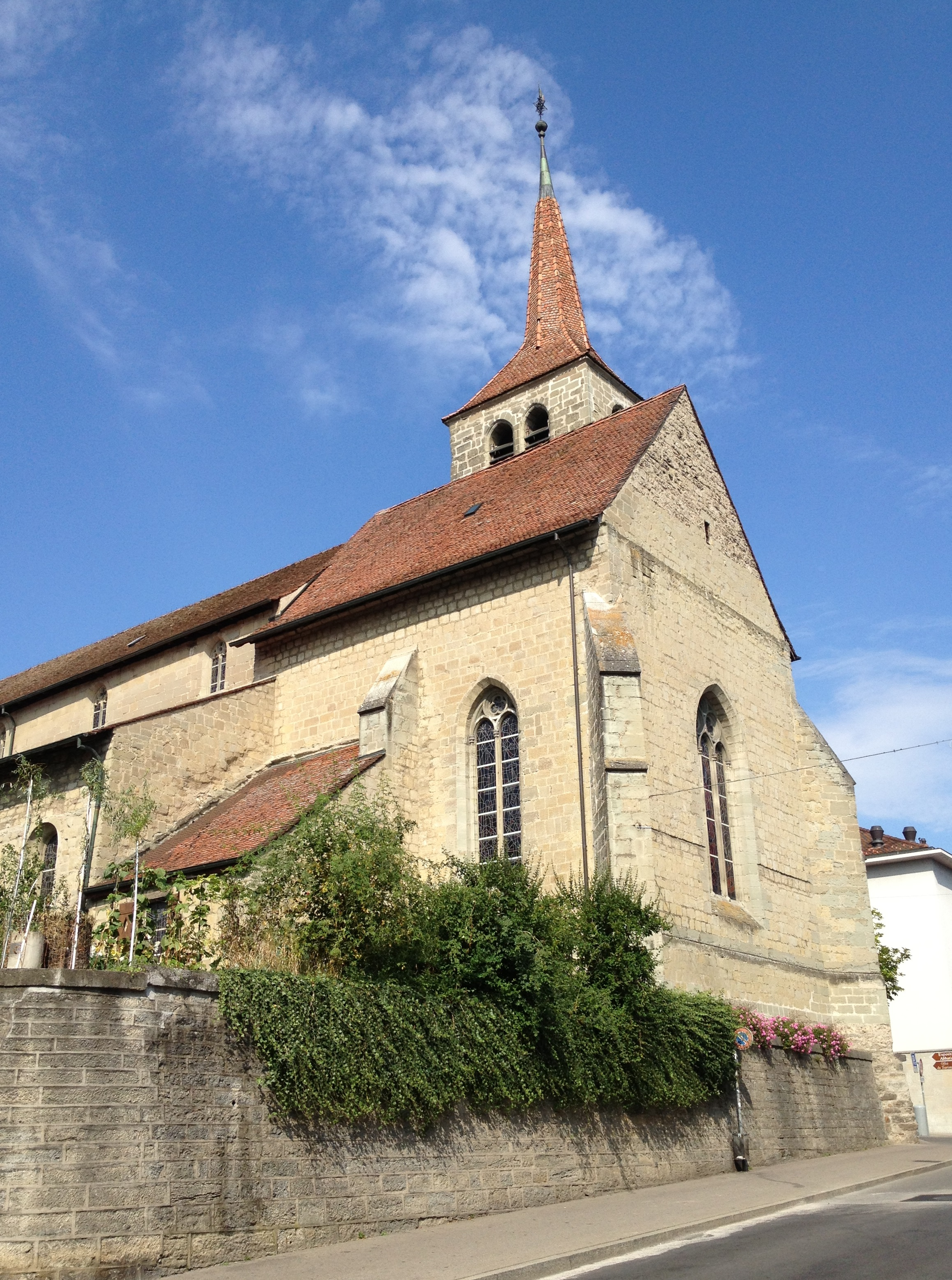
Reformovaný kostel
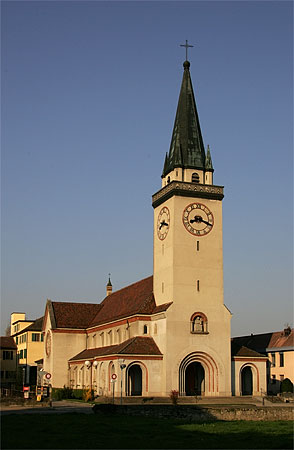
Římskokatolický kostel
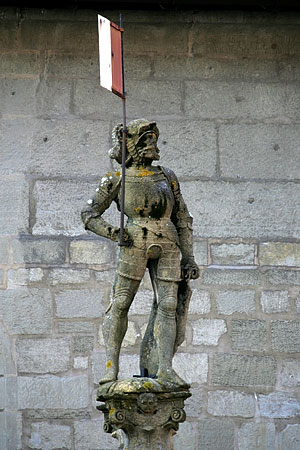
Fontána du Banneret
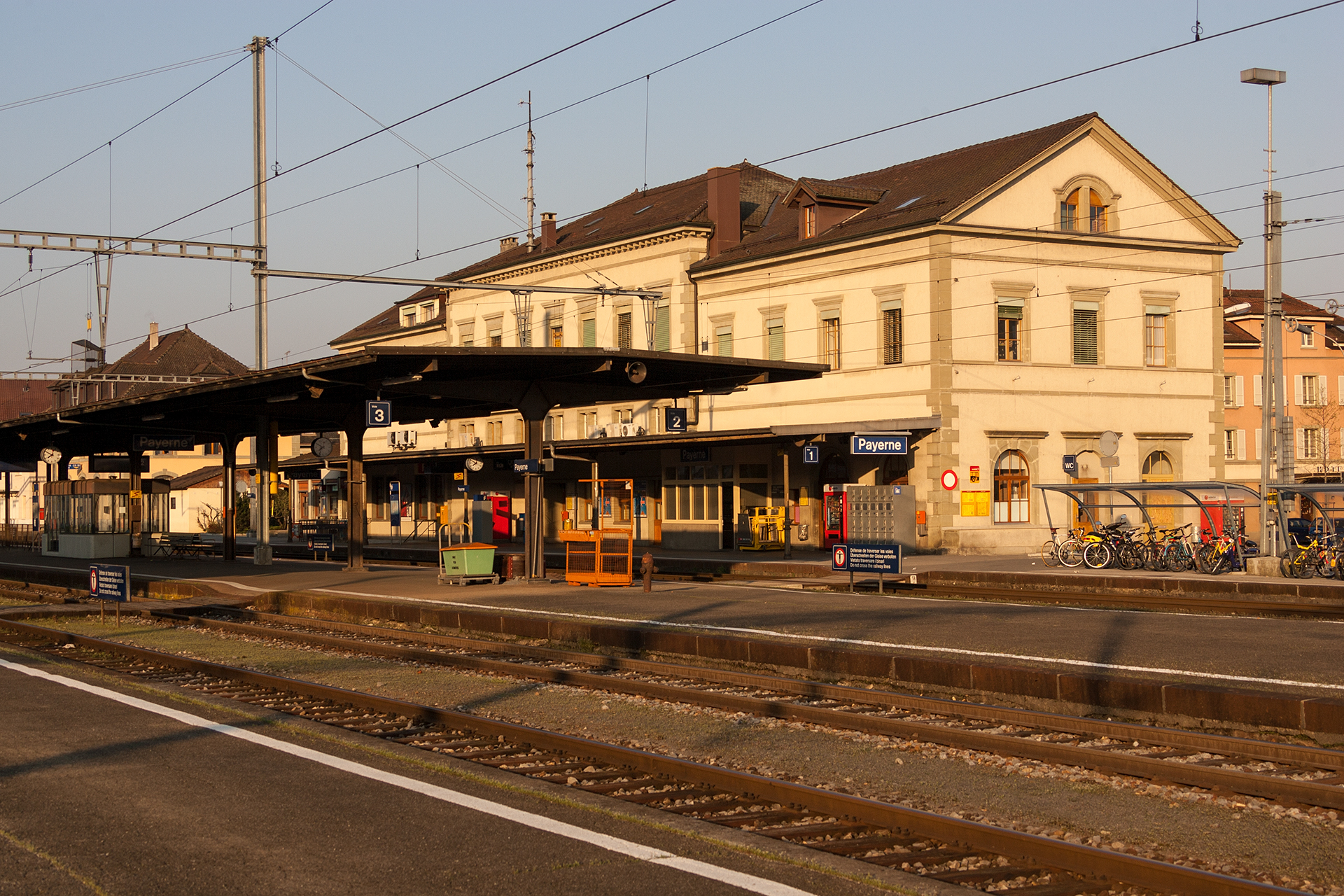
Nádraží
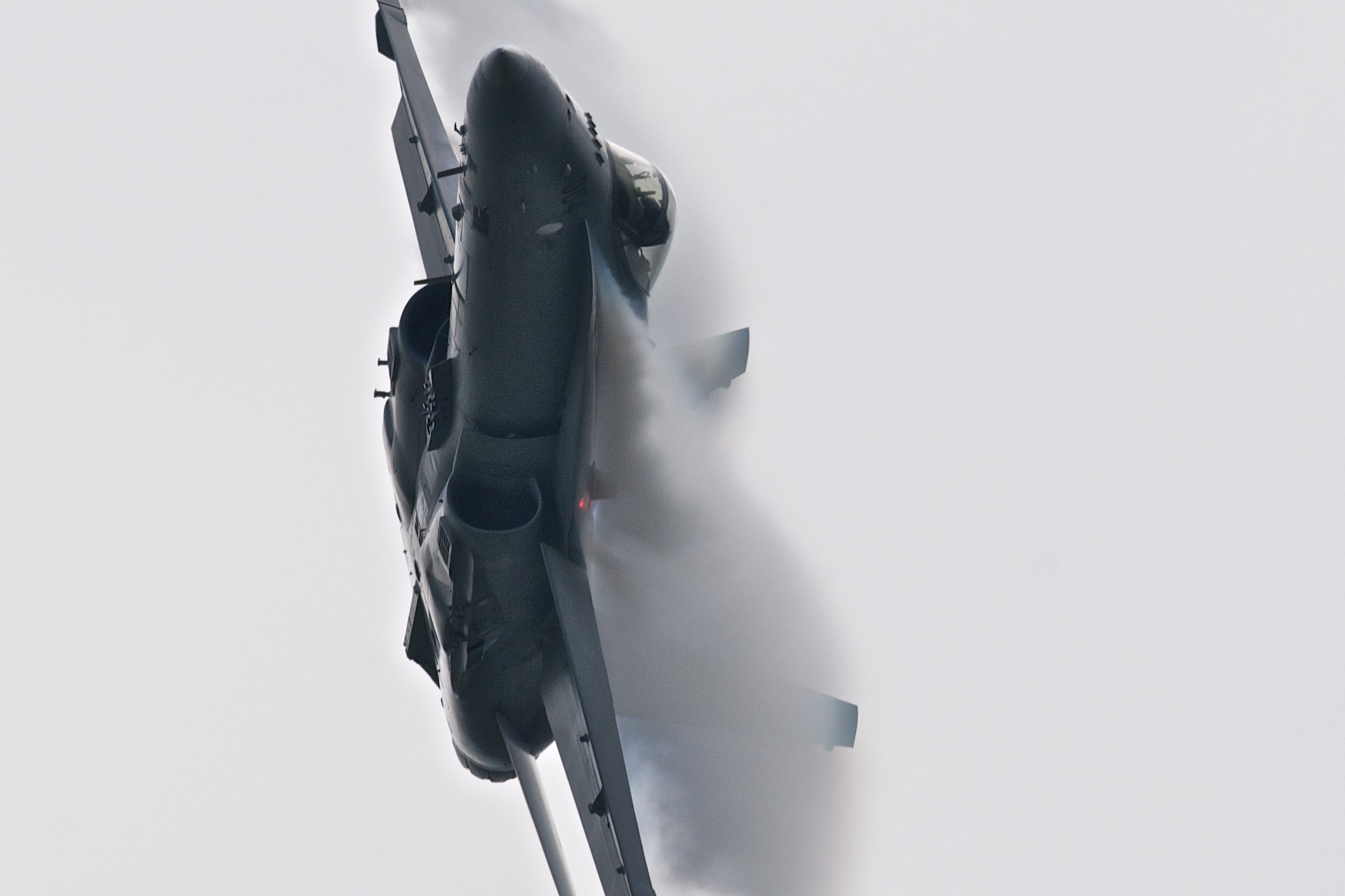
F/A-18 Hornet ze základny Payerne